# Cranocarpus mezii
Cranocarpus mezii är en ärtväxtart som beskrevs av Paul Hermann Wilhelm Taubert. Cranocarpus mezii ingår i släktet Cranocarpus, och familjen ärtväxter. Inga underarter finns listade i Catalogue of Life.